# Zita Kabátová
Zita Kabátová (Praag, 27 april 1913 – aldaar, 27 mei 2012) was een Tsjechisch actrice. Ook trad ze regelmatig op in het theater, veelal in het Oldrich Nový Theatre. 
Zita Kabátová was getrouwd met Ludvík Král. Een tweede huwelijk was met Jirí Zavrel, met wie ze samen één kind had. Zij was de nicht van acteur en cabaretier Josef Sváb-Malostranský.

## Filmografie

### Films
- Manzelství na úver (1936)
- Lojzicka (1936)
- Ulicka v ráji (1936)
- Rozkosný príbeh (1936)
- Svetlo jeho ocí (1936)
- Vzdusné torpédo 48 (1936)
- Zena na rozcesti (1937)
- Klatovsti dragouni (1937)
- Lízin let do nebe (1937)
- Manzelka neco tusi (1938)
- Stribrná oblaka (1938)
- Bláhové devce (1938)
- Její hrích (1939)
- Devce z predmestí anebo Vsecko prijde na jevo (1939)
- Kdybych byl tátou (1939)
- Lízino stestí (1939)
- Osmnáctiletá (1939)
- Srdce v celofánu (1939)
- Tulák Macoun (1939)
- U svatého Mateje (1939)
- Zabec (1939)
- Zeny u benzinu (1939)
- Zlaty clovek (1939)
- Zivot je krásný (1940)
- Artur a Leontýna (1940)
- To byl ceský muzikant (1940)
- Pantáta Bezousek (1941)
- Provdám svou zenu (1941)
- Advokát chudých (1941)
- Prednosta stanice (1941)
- Muzi nestárnou (1942)
- Zlaté dno (1943)
- Schicksal am Strom (1944)
- Glück unterwegs (as Maria von Buchlow) (1944)
- Pocestné paní Pardubické (1944)
- Hvezda (1969)
- Svet otevrený náhodám (1971)
- Zeny v ofsajdu (1971)
- Akce Bororo (1973)
- Prípad mrtvého muze (1974)
- Akce v Istanbulu (1976)
- Biela stuzka v tvojich vlasoch (1978)
- Kam nikdo nesmi (1979)
- Kulový blesk (1979)
- Skandál v Gri-Gri baru (1979)
- Kanka do pohádky (1981)
- V podstate jsme normální (1981)
- Jak básníkum chutná zivot (1988)
- Zapomenuté svetlo (1996)
- Modré z nebe (1997)
- Babí léto (2001)
- Zelary (2003)
- Hodinu nevis (2009)
- Pametnice (2009)

### Televisieserie
- To jsem z toho jelen (2001)